# 荒木町 (新宿區)
荒木町（日语：／ Arakichō */?）是東京都新宿區的町名。未實施新住居表示，不設丁番。2013年8月1日為止的人口有2,194人。郵遞區號160-0007。

## 地理
位於新宿區東南部，北鄰住吉町與片町，東與坂町、三榮町之間以津之守坂通為界，南接四谷三丁目，西連舟町。
町域西北部有外苑東通通過。此外北部接近靖國通，南部接近新宿通。町內雖可感受到過去花街的風貌，但也能看見現代的高層建築。

## 歷史
荒木町一帶是江戶時代美濃國高須藩藩主松平義行屋敷所在地。本地的津之守坂通也是源自義行（攝津守）之名。
屋敷有座附有瀑布的大池，傳說德川家康（也有說是義行）在此洗「策」（ムチ，騎馬用的鞭），而稱為「策之池」。明治時代，原屋敷遺留下的水池與庭園，讓荒木町一帶成為東京近郊知名的風景區，也是料理店與旅館林立、藝妓來來往往的花街。今日車力門通與杉大門通旁與巷內仍可見到各種料理屋，保留了部分過去花街的風情。「策之池」規模逐漸縮小，現位於津之守弁財天。因為荒木町保留了昭和30年代的氛圍，吸引了不少人來此拜訪。

### 地名由來
傳聞町名來自於此地的荒木坂、荒木橫町，為荒木志摩守政羽的屋敷所在地。

## 交通
町内沒有鐵路站，南部可利用地下鐵丸之内線四谷三丁目站，北部可利用都營新宿線曙橋站。

## 設施
- 津之守弁財天
- 金丸稻荷

## 圖片

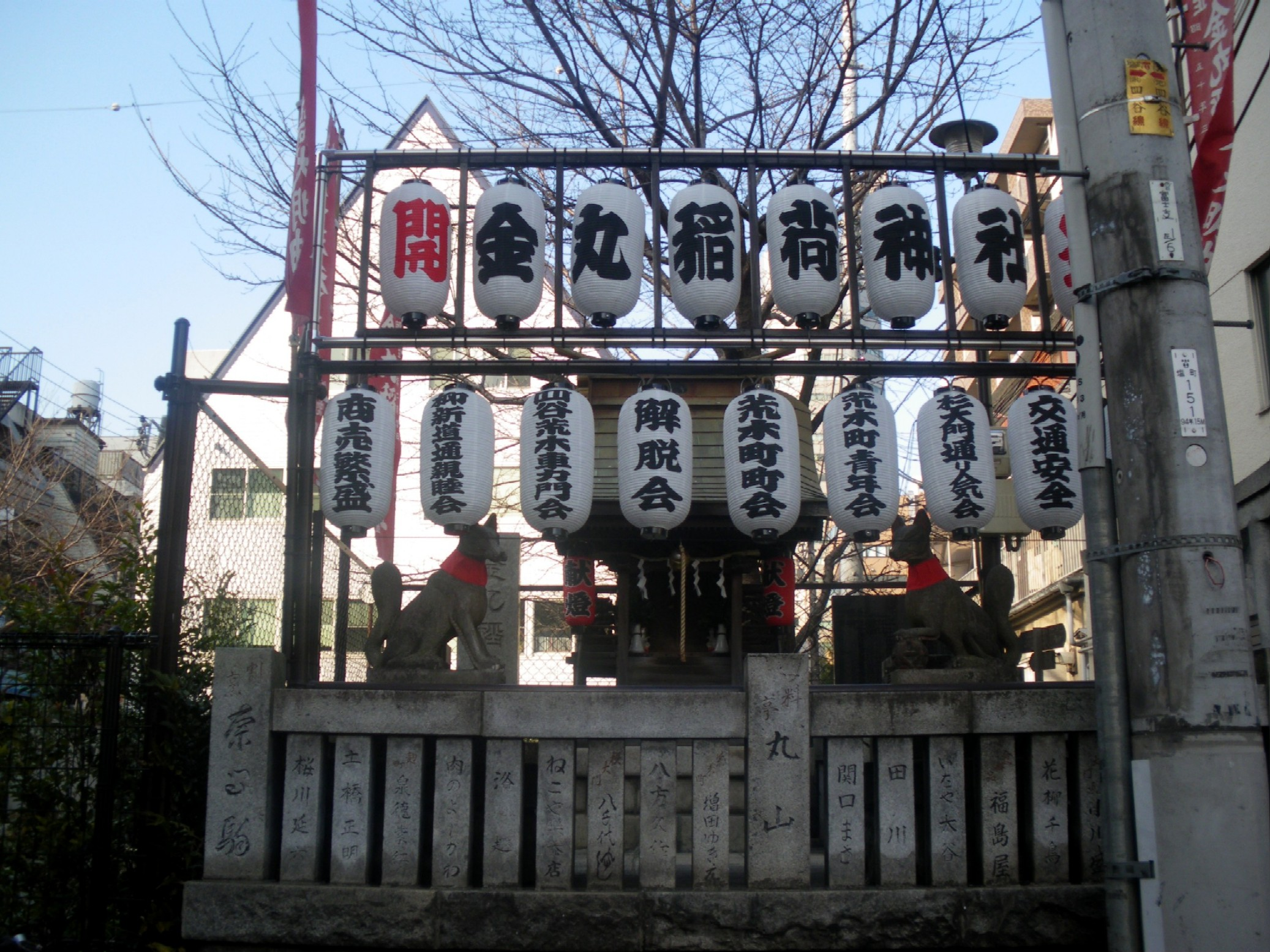
金丸稻荷神社
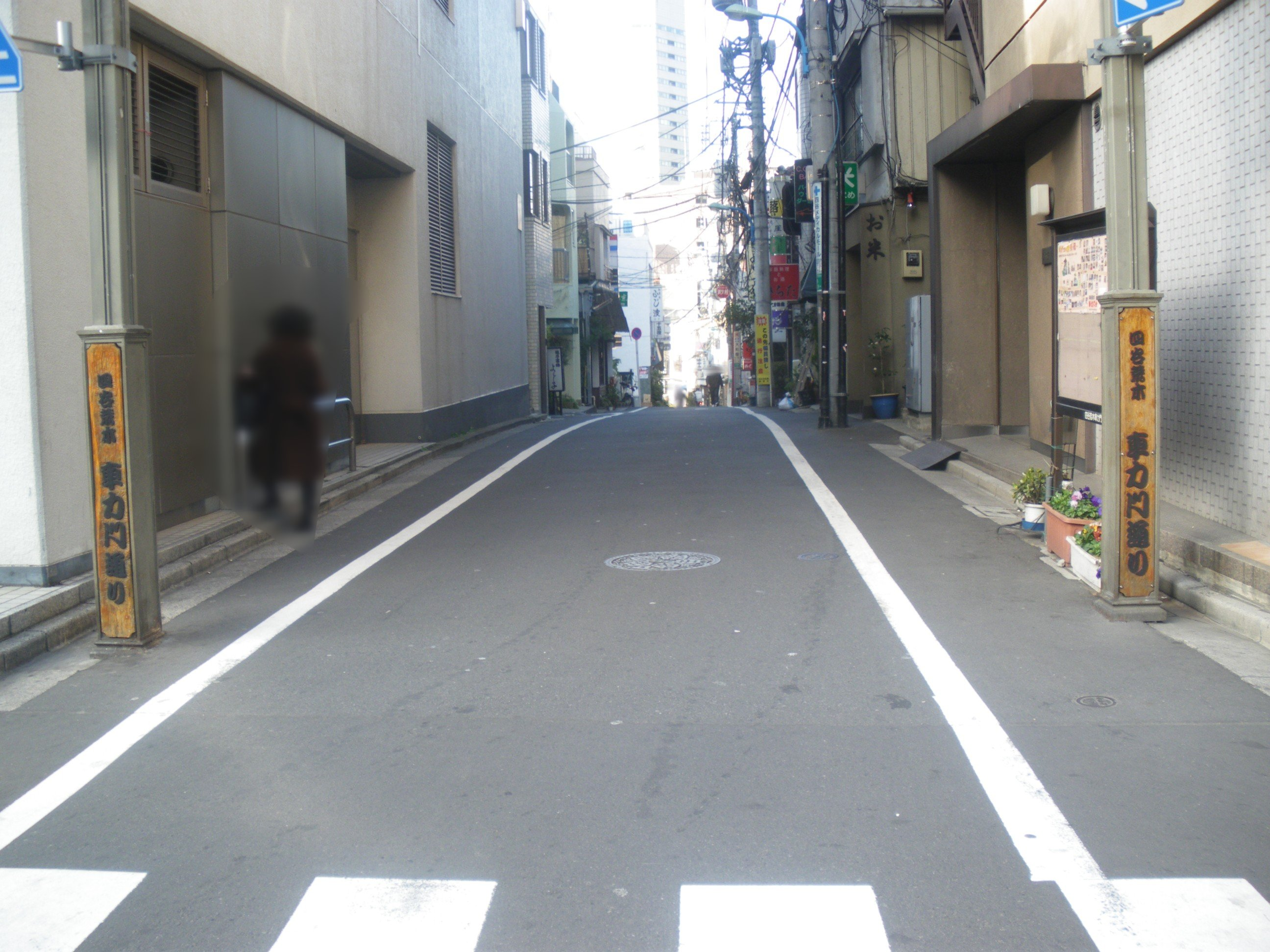
車力門通
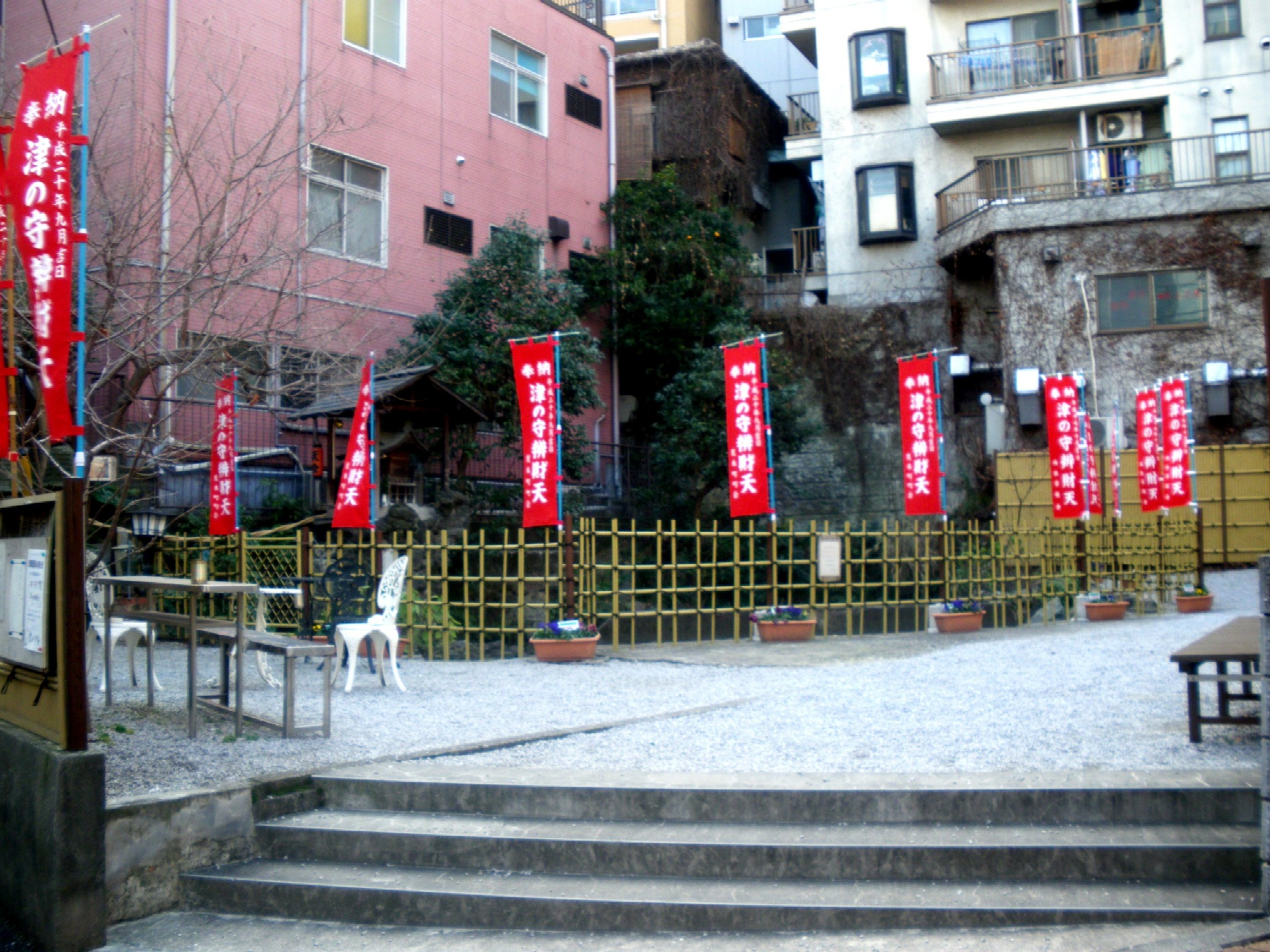
津之守弁財天

## 備註
1. ↑  『角川日本地名大辞典 13　東京都』、角川書店、1991年再版、P871
2. ↑  .   [2013-08-09]. （原始内容存档于2014-08-19）.

## 外部連結
- 新宿區役所 （页面存档备份，存于）
- 四谷荒木車力門會網站
- 杉大門通人氣會網站